# Atlantis (deutsche Band)
Atlantis war eine deutsche Rockband der 1970er Jahre um die Sängerin Inga Rumpf.

## Geschichte
Atlantis wurde im Spätsommer 1972 von Inga Rumpf (Gesang), Jean-Jacques Kravetz (Keyboard) und Karl-Heinz Schott (Bass) gegründet. Diese Musiker spielten zuvor bei der Band Frumpy. Zur Gründungsbesetzung zählten darüber hinaus der Gitarrist Frank Diez und der Schlagzeuger Curt Cress (ehemals bei der Band Emergency).
Nach einigen Live-Auftritten in Deutschland wurde in den Studios von Island Records in London die erste LP produziert, die speziell in den USA großen Anklang fand, wo man Rumpfs bluesorientierte Stimme schätzte. Diez und Cress verließen nach den Aufnahmen die Band. Für eine vierwöchige Tour durch England mit Procol Harum und Traffic stießen George Meier als Gitarrist und Udo Lindenberg als Schlagzeuger zu Atlantis. Diese wurden nach der Tour durch Dieter Bornschlegel (ehemals bei der Band Traumtorte) und Ringo Funk (ehemals bei Jeronimo) ersetzt, mit denen dann die zweite LP It's Getting Better (1973) eingespielt wurde.
Während einer weiteren vierwöchigen Tournee durch England verließ Jean-Jacques Kravetz die Band, um sich der Band Randy Pie anzuschließen. Für ihn sprang kurzfristig Rainer Schnelle ein. Am Ende des Jahres 1973 rangierte die Band unter den drei beliebtesten Gruppen der Leserschaft des damals bedeutenden Fachblattes Musikmarkt.
Bereits im Sommer 1974 fand die nächste personelle Veränderung statt. Für Rainer Schelle kam der britische Keyboarder Adrian Askew, für Dieter Bornschlegel kam der Gitarrist Alex Conti von der Band Curly Curve. In dieser Besetzung wurde 1974 das dritte Album Ooh, Baby eingespielt.
Im Jahr 1975 fand eine Tournee durch die USA (meist als Vorgruppe von Lynyrd Skynyrd) statt, nach deren Abschluss sich die Band von Alex Conti trennte, für den nun wieder der vormalige Gitarrist Frank Diez und erstmals ein zweiter Gitarrist, Rainer Marz (vormals wie Ringo Funk bei Jeronimo), zur Gruppe stießen. Die nachfolgende vierte LP Get on Board (1975) ist deutlich vom Hardrock amerikanischen Stils geprägt, wurde jedoch kein kommerzieller Erfolg.
Im Januar 1976 verkündeten Rumpf und Schott die Auflösung der Band. Es erfolgten bis März 1976 noch einige weitere Studioaufnahmen, die auf dem Album Top of the Bill veröffentlicht wurden.
Am 23. Februar 1983 fand in der Hamburger Fabrik ein einmaliges Reunion-Konzert der Gründungsmitglieder von Atlantis statt.

## Diskografie

### Alben
- 1972: Atlantis
- 1973: It's Getting Better
- 1974: Ooh, Baby
- 1975: Get on Board
- 1975: Live (DoLP Recorded live at the Hamburger „Fabrik“, CD-Titel: Live at Fabrik)
- 1976: Top of the Bill
- 1976: Attention! Best of Atlantis (Kompilation)
- 1980: Rock Heavies (Kompilation)
- 1980: Greatest Hits Vol. 1 & 2 (Kompilation)

### Singles
- 1972: Rock'n Roll Preacher / Maybe It's Useless
- 1974: Son of a bitches son / Good friends
- 1975: Mainline Florida / Ooh, Baby